# Love. Angel. Music. Baby.
Love. Angel. Music. Baby. è l'album di debutto della cantante statunitense Gwen Stefani come solista, pubblicato il 12 novembre 2004 dalla Interscope Records.
L'album segnò la nascita delle Harajuku Girls, quattro ballerine vestite secondo l'interpretazione di Gwen Stefani delle mode giovanili di Harajuku, un distretto di Tokyo (Giappone).
Da Love. Angel. Music. Baby. furono estratti sei singoli. L'album vendette molto bene, ottenendo varie certificazioni di disco di platino, tra cui anche in Italia, per un totale di 7 milioni di copie vendute nel mondo. Gwen Stefani ricevette ben sei nomination ai Grammy Award tra il 2005 ed il 2006.

## Antefatti
Gwen Stefani è stata per anni la cantante dei No Doubt; tuttavia, aveva già fatto esperienze soliste duettando con altri artisti, come Eve e Moby. Mentre la band si trovava in tour per promuovere l'album del 2001 Rock Steady, Gwen Stefani sentì il singolo del Club Nouveau, Why You Treat Me So Bad (1987) e concepì l'idea di rivisitare la musica degli anni ottanta. Con l'aiuto del bassista dei No Doubt nonché suo ex fidanzato Tony Kanal, conobbe la musica di Prince, Lisa Lisa and Cult Jam e Debbie Deb, ed entrambi erano ispirati per produrre nuove canzoni.
All'inizio del 2003 Gwen Stefani cominciò ad incidere canzoni come solista. Dichiarò che intendeva incidere dei singoli per delle colonne sonore, dopo aver interpretato Jean Harlow nel film The Aviator; continuare a collaborare con altri artisti; o pubblicare un album sotto lo pseudonimo GS.
Jimmy Iovine, presidente e cofondatore della Interscope, persuase la Stefani ad incidere un intero album solista. Tuttavia le prime sessioni con Linda Perry risultarono deludenti per via della reticenza e del blocco dello scrittore di Gwen. Il secondo giorno le due artiste scrissero una canzone il cui tema era il blocco dello scrittore di Gwen e le sue paure riguardo all'esperienza solista, intitolata What You Waiting For?.
Gwen quindi ritornò da Kanal, che le fece sentire una canzone su cui stava lavorando, che sarebbe diventata Crash. I due cercarono di scrivere nuove canzoni ma ci rinunciarono dopo due settimane. Solo sei mesi dopo, quando la Stefani ritornò a lavorare all'album insieme ad altri artisti, commentò: "Se dovessi scrivere il ritornello di Yesterday dei Beatles, e fosse l'unica cosa che avessi scritto, sarebbe bastato per entrare a far parte di ciò". Gwen Stefani lavorò ancora con Linda Perry, che coinvolse Dallas Austin, e con altri artisti come André 3000 degli Outkast, i Neptunes e Dr. Dre. Gwen Stefani annunciò che il disco sarebbe uscito all'inizio del 2004, e lo definì un "album dance" e "un piacevole peccatuccio".

## Descrizione

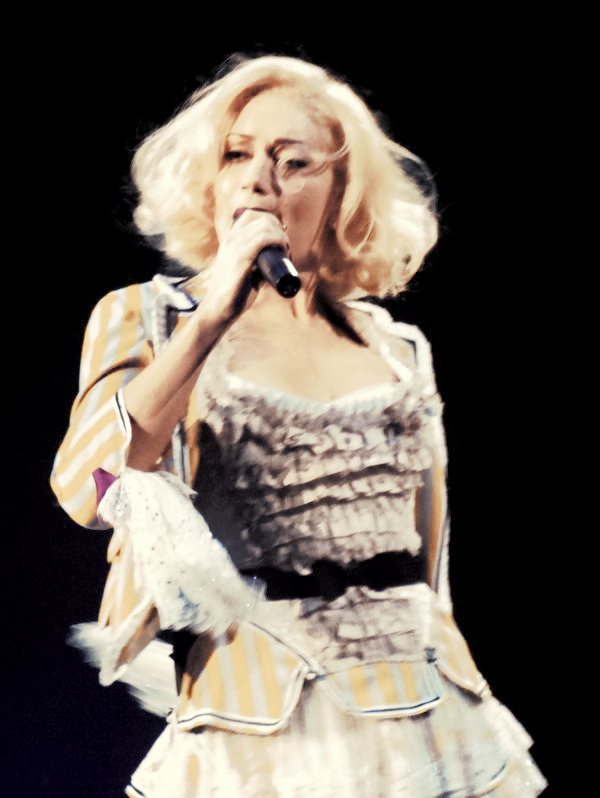
Gwen Stefani durante l’Harajuku Lovers Tour, intrapreso nel 2005 per promuovere l'album.

### Stile musicale e tematiche
Love. Angel. Music. Baby. si ispira a vari generi musicali degli anni ottanta. Blender scrisse in proposito: "L'unico stile radiofonico significante degli anni Ottanta che è stato trascurato è lo ska punk, che i No Doubt avevano riportato in auge". Si riscontra uno spiccato utilizzo dei sintetizzatori, molto popolari dalla fine degli anni settanta fino a metà anni ottanta. Love. Angel. Music. Baby. è stato inquadrato dai critici nei generi elettropop, R&B e nella new wave in stile The Go-Go's e Cyndi Lauper, già presente nell'album Rock Steady dei No Doubt. Gwen Stefani ha citato come le maggiori ispirazioni all'album Club Nouveau, i Depeche Mode, Lisa Lisa, Prince, i New Order, The Cure e la Madonna degli anni ottanta. L'album incorpora anche elementi bubblegum pop, dance-punk, dance rock, synth rock, soul, hip hop e disco.
Come gli album pop degli anni ottanta, i testi di alcune canzoni di L.A.M.B. come Rich Girl e Luxurious parlano di denaro e ricchezza. Nell'album viene citata la linea di abbigliamento di Gwen Stefani, la L.A.M.B., acronimo del titolo dell'album, e cita gli stilisti John Galliano, Rei Kawakubo e Vivienne Westwood. Fu pubblicata in seguito una linea di bambole, le Love. Angel. Music. Baby. Fashion Dolls, ispirate ai costumi del tour. Sebbene Gwen Stefani volesse produrre un album dance “leggero”, aggiunse: "indipendentemente da quello che fai, le cose vengono inevitabilmente allo scoperto", e difatti non mancano brani che trattano di tematiche strettamente autobiografiche. Nella traccia di aperture del disco, What You Waiting For?, è presente il suo desiderio di maternità, e ancora la canzone Cool parla dell'amicizia tra Gwen Stefani e Tony Kanal, dopo la rottura del loro fidanzamento nel 1995.
Con Love. Angel. Music. Baby. nacquero le Harajuku Girls, un gruppo di quattro ballerine giapponesi che Gwen Stefani definisce un "parto della sua immaginazione". Le Harajuku Girls sono citate in varie canzoni dell'album, e una di esse ha come titolo il loro nome. Le quattro appaiono nella maggior parte dei videoclip dei singoli estratti e anche in quelli dei singoli estratti da The Sweet Escape (2006), il secondo album di Gwen Stefani.
Dallas Austin e Tony Kanal incorporarono dell'R&B nella canzone Luxurious che contiene un campionamento di Between the Sheets degli Isley Brothers (1983). Jimmy Jam e Terry Lewis apportarono un suono new jack swing, un genere di fusione dell'R&B che il duo aveva sviluppato e popolarizzato negli anni ottanta.

### Le canzoni

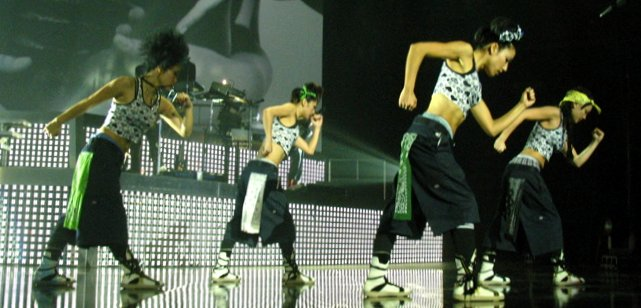
Le Harajuku Girls, che Gwen Stefani definisce un “parto della sua immaginazione”

- What You Waiting For?, una delle prime canzoni scritte per L.A.M.B., è un energico brano elettropop/rock. Fu scelto come primo singolo in quanto "spiegazione del perché di questo album". La canzone parla delle paure di Gwen di lanciarsi in una carriera solista. Nel videoclip del brano, la Stefani riconquista fiducia in sé dopo un'esperienza onirica ispirata a Alice nel Paese delle Meraviglie e Attraverso lo specchio e quel che Alice vi trovò di Lewis Carroll.[45] Entertainment Weekly la definì "uno delle canzoni innegabilmente migliori dell'album".[38]
- Rich Girl fu estratta come secondo singolo.[46] La canzone contiene elementi di musica ragga ed è ispirata al duo britannico Louchie Lou & Michie One e al loro successo dancehall "If I Was a Rich Girl", remake della canzone If I Were a Rich Man da Fiddler on the Roof. Alla canzone partecipa la rapper Eve, con cui la Stefani aveva già collaborato al singolo Let Me Blow Ya Mind.
- Hollaback Girl, estratta come terzo singolo, fu scritta in risposta ad un commento negative della cantante grunge Courtney Love, che aveva definito Gwen Stefani una cheerleader;[47] e i testi del brano così come il video sono fatti su misura per una cheerleader.
- La quarta canzone, Cool, ha una produzione new wave, e fu apprezzata dai critici.[35][48] La canzone narra della relazione finita con Tony Kanal. Nel videoclip il suo ex è interpretato da Daniel González, e la storia è narrata attraverso una serie di flashback.[41]
- Bubble Pop Electric, è una canzone di musica elettronica con il featuring di André 3000 sotto lo pseudonimo Johnny Vulture, che Eugenio Tovini di Musica & Dischi descrive come "tarantolata".[49] Nei testi del brano i due narratori amoreggiano in un cinema drive-in.[50][51]
- Luxurious, con la partecipazione del rapper Slim Thug, paragona la ricchezza all'amore.[52]
- La settima canzone, Harajuku Girls, è un brano di musica pop prodotto da Jimmy Jam e Terry Lewis. La canzone fu disapprovata dai critici, che la ritennero "bizzarramente omoerotica".[35]
- La canzone Crash originariamente non sarebbe dovuta diventare un singolo perché la Stefani era troppo impegnata ad incidere The Sweet Escape.[52] Il video è un'esibizione live dal tour.[53]
- The Real Thing, la canzone numero nove, è un pezzo synthpop prodotto con Linda Perry, Wendy e Lisa con la partecipazione di Bernard Sumner e Peter Hook dei New Order.
- Serious, la decima traccia, è un'altra canzone synthpop simile ai brani degli anni ottanta di Madonna.[54] Per la canzone fu girato un apposito videoclip,[55] ma non fu pubblicata come singolo ufficiale.
- Danger Zone, una canzone elettrorock, è molto amata per la sua composizione, che ricorda il repertorio dei No Doubt.[32] La canzone si ritiene parli del fatto che nel 2004 Gwen Stefani scoprì che il marito Gavin Rossdale aveva avuto una figlia illegittima, sebbene in realtà il testo fu scritto precedentemente a questa rivelazione.[38][56]
- La canzone finale, Long Way to Go, era stata originariamente scritta per l'album di André 3000 The Love Below (2003).[57] La canzone parla di relazioni sentimentali tra appartenenti a gruppi etnici diversi, e fu criticata perché campiona il famoso e “intoccabile” motto I Have a Dream, preso da un discorso di Martin Luther King.[58]

## Accoglienza
| Recensione           | Giudizio   |
| -------------------- | ---------- |
| About.com            | [ 59 ]     |
| AllMusic             | [ 35 ]     |
| Entertainment Weekly | C+         |
| The Guardian         | [ 60 ]     |
| Musica & Dischi      | 4/5        |
| NME                  | 8/10       |
| Pitchfork            | 5.1/10     |
| PopMatters           | favorevole |
| Rolling Stone        | [ 34 ]     |
| Slant Magazine       | [ 31 ]     |
| Stylus Magazine      | C          |

L.A.M.B. riscontrò recensioni generalmente positive. Stephen Thomas Erlewine di AllMusic scrisse che l'album è "alternativamente emozionante e imbarazzante", e Kelefa Sanneh del New York Times lo definì "ingegnoso e a volte seducente" ma concluse che "non ha una gran logica". Jennifer Nine di Yahoo! Music definì il disco di Gwen Stefani "l'album pop più hot, fresco, meglio abbigliato dell'anno pop" e ancora "pulito, luccicante, e strabordante di gemme musicali senza riempitivi". In una intervista per About.com Jason Shawhan sottolineò come "questo è un album con una caratteristica quasi irraggiungibile - copre quasi ogni genere possibile di musica ballabile per un bel party, e tuttavia rimane coesivo nella sua interezza." Charles Merwin di Stylus Magazine scrisse che Gwen Stefani contendeva al titolo di Madonna, "[m]a non abbastanza per farci pensare elettrizzati a lei come alla prossima regina del pop." Lisa Haines di BBC Music scrisse che Gwen Stefani rivaleggiava con Madonna e Kelis insieme. La critica Krissi Murison di NME scrisse che Gwen Stefani "affonda le mani senza vergogna" nella musica degli anni ottanta, e che l'album era "uno dei dischi di sfavillante pop rétro più magistrali nella loro frivolezza che si abbia avuto la faccia tosta di pubblicare in tutto l'anno." John Murphy di musicOMH trovò l'album "godibile, per quanto un pastone", ma lo ritenne troppo lungo. Rob Sheffield di Rolling Stone lo definì "un party irresisitbile: kitsch, edonistico e molto particolare." La rivista incluse l'album nella sua classifica dei migliori cinquanta del 2004, mettendolo alla posizione numero 39.
L'album fu criticato da alcuni per le troppe persone che ci avevano messo mano: Nick Sylvester di Pitchfork Media dichiarò che le molte collaborazioni erano a discapito dell'identità di Gwen. Caroline Sullivan del Guardian sottolineò al contrario che nonostante i molti contributi "è uno show tutto incentrato sulla Stefani".
Molti critici si soffermarono sul contenuto superficiale dei testi. Entertainment Weekly definì i riferimenti alla moda della cantante "svergognati", dichiarando che "ogni canzone si fa simile ad una costosa pubblicità rétro su un giornale di moda", mentre Pitchfork Media scrisse che "la parata del Joker per Gotham City con i soldi che piovono era uno sfoggio di ricchezza molto più divertente, e lui aveva Prince, non Wendy & Lisa". Sal Cinquemani di Slant Magazine scrisse che il "feticismo per la moda [...] conferisce all'album un senso di coesività tematica" e che "l'ossessione per le ragazze di Harajuku ha i contorni del maniacale". Il Guardian invece scrisse che "la sua affinità con la cultura pop giapponese [...] genera una patina sintetica [...] che funziona bene con l'altro perno del disco, la musica hip-hop."
Eugenio Tovini di M&D Musica e Dischi definì Love.Angel.Music.Baby "un perfetto spaccato della musica attuale. […] Un debutto da solista curato nei minimi dettagli, ad iniziare dalla produzione" ed elogiò i produttori del disco per essersi rivelati "liberi di esprimere il loro talento senza sottostare eccessivamente alle logiche commerciali".

## Premi e riconoscimenti
Ai Billboard Music Awards Gwen Stefani vinse per la “Canzone digitale dell'anno” con Hollaback Girl e il premio “Nuovo Artista dell'Anno”; la stessa sera interpretò Luxurious con Slim Thug sul palco.
Ai Grammy Awards del 2005 Gwen Stefani fu nominata nella categoria Miglior Interpretazione Vocale Pop Femminile per What You Waiting For?, e interpretò Rich Girl assieme ad Eve. L'anno successivo la Stefani ricevette cinque nomination: Registrazione dell'anno, Album dell'anno, Miglior Interpretazione Vocale Pop Femminile, Miglior Album Pop e Miglior Collaborazione Rap/cantata.

## Impatto sulla musica dell'epoca
L'album sdoganava con successo canzoni in stile urban su un mercato musicale maggiormente adult contemporary. Dopo il grande successo di L.A.M.B., mentre Gwen Stefani era in maternità, il suo retaggio musicale influenzò in misura più o meno grande altre cantanti.
Il terzo album di Nelly Furtado, Loose (2006), fu suggellato dai produttori hip hop Timbaland e Danja, portando la Furtado ad evolversi da cantante di musica worldbeat seguendo le orme di Gwen Stefani verso il mercato urban. Recensendo Loose, Rob Sheffield di Rolling Stone scrisse che Timbaland cercava di "produrre un best seller pop multiforme nello stile di [L.A.M.B.] – ma senza Gwen."
La cantante Fergie pubblicò il suo album di debutto solista, The Dutchess nel settembre 2006. Le ragazze latinoamericane che affiancano Fergie in alcuni dei suoi videoclip sono state viste come un'imitazione delle Harajuku Girls, il primo singolo dell'album, London Bridge, fu paragonato a Hollaback Girl, mentre il terzo, Glamorous, a Luxurious sempre della Stefani. Fergie ribatté di non voler copiare lo stile musicale di Gwen Stefani, dichiarando: «Tutto ciò è assurdo [...] Io ed i [Black Eyed] Peas facciamo solo la musica che amiamo, e se si specula su ciò non è un problema nostro».

## Tracce
1. What You Waiting For? – 3:41 (Gwen Stefani, Linda Perry)
2. Rich Girl (feat. Eve) – 3:56 (Mark Batson, Jerry Bock, Kara DioGuardi, Mike Elizondo, Eve Jeffers, Sheldon Harnick, Chantal Kreviazuk, Gwen Stefani, Andre Young)
3. Hollaback Girl – 3:20 (Gwen Stefani, Pharrell Williams, Chad Hugo)
4. Cool – 3:09 (Gwen Stefani, Dallas Austin)
5. Bubble Pop Electric (feat. Johnny Vulture) – 3:42 (André Benjamin, Gwen Stefani, Seven)
6. Luxurious – 4:25 (Gwen Stefani, Tony Kanal, Ronald Isley, O'Kelly Isley, Rudolph Isley, Ernie Isley, Marvin Isley, Chris Jasper)
7. Harajuku Girls – 4:51 (Gwen Stefani, James Harris III, Terry Lewis, James Quenton Wright, Bobby Ross Avila, Issiah J. Avila)
8. Crash – 4:06 (Gwen Stefani, Tony Kanal)
9. The Real Thing – 4:11 (Gwen Stefani, Linda Perry, Gavin Rossdale)
10. Serious – 4:48 (Gwen Stefani, Tony Kanal)
11. Danger Zone – 3:36 (Gwen Stefani, Linda Perry, Dallas Austin)
12. Long Way to Go (feat. André 3000) – 4:34 (Gwen Stefani, André Benjamin)

Bonus track internazionale
1. The Real Thing (Wendy and Lisa Slow Jam Mix) – 3:35 (Gwen Stefani, Linda Perry, Gavin Rossdale)

Bonus track per Regno Unito e Giappone
1. What You Waiting For? (Elevator Mix) – 4:06 (Gwen Stefani, Linda Perry)

Bonus CD
1. What You Waiting For? (Jacques Lu Cont TWD Mix) – 8:02 (Gwen Stefani, Linda Perry)
2. What You Waiting For? (Jacques Lu Cont TWD Dub) – 8:21 (Gwen Stefani, Linda Perry)
3. What You Waiting For? (Live from Launch.com) – 3:41 (Gwen Stefani, Linda Perry)
4. Harajuku Girls (Live from Launch.com) – 4:35 (Gwen Stefani, James Harris III, Terry Lewis, James Quenton Wright, Bobby Ross Avila, Issiah J. Avila)
5. Hollaback Girl (Hollatronix Remix by Diplo) – 2:43 (Gwen Stefani, Pharrell Williams, Chad Hugo)
6. Cool (Photek Remix) – 5:49 (Gwen Stefani, Dallas Austin)
7. Hollaback Girl (Dancehollaback Remix by Tony Kanal) – 6:52 (Gwen Stefani, Pharrell Williams, Chad Hugo)

## Formazione
- Gwen Stefani – parti vocali, direttrice creativa
- Rusty Anderson – chitarra (traccia 1)
- André 3000 – produttore, parti vocali, missaggio, tastiere (tracce 5, 12); programmazione musicale, chitarra (traccia 5)
- Bobby Ross Avila – chitarra, tastiere (traccia 7)
- Dallas Austin – produttore, batteria, tastiere (tracce 4, 11)
- Mark Batson – tastiere, tastiera basso (traccia 2)
- Warren Bletcher – assistente tecnico sonoro (tracce 5, 12)
- Chipz – programmazione (traccia 6)
- Jolie Clemens – direttore artistico
- Andrew Coleman – ingegnere del suono (traccia 3)
- Lisa Coleman – tastiere (traccia 9)
- Greg Collins – ingegnere del suono (tracce 1, 2, 4, 6, 9, 11); missaggio (tracce5, 12); chitarra elettrica e slide (traccia 9)
- Sheldon Conrich – tastiere (traccia 6)

## Successo commerciale
L'album debuttò alla posizione numero 7 della Billboard 200 negli Stati Uniti, vendendo 309 000 copie nella prima settimana. Nell'aprile 2005 in seguito alla pubblicazione di Hollaback Girl, Love. Angel. Music. Baby. ri-entrò tra i quindici album più venduti rimanendoci ventuno settimane arrivando alla posizione numero 5 nel giugno 2005. A dicembre l'album fu certificato triplo disco di platino negli Stati Uniti, dove vendette quattro milioni di copie.
L'album ebbe molto successo anche in Europa. Nel Regno Unito L.A.M.B. arrivò alla posizione numero 4 nel maggio 2005, rimanendo cinquantaquattro settimane non consecutive in classifica. Nel settembre 2005 ricevette tre dischi di platino, dopo aver venduto 1 013 000 copie. Fu il 22º album più venduto del 2005 in Gran Bretagna. Entrò nelle top 10 in Finlandia, Irlanda, Norvegia e Svezia, e nelle top 20 in Austria, Belgio, Francia, Germania, Paesi Bassi e Svizzera. Nel maggio 2005 ricevette un disco di platino a livello europeo per aver superato il milione di copie.
In Australia l'album arrivò alla posizione numero 1 nel febbraio 2005, dove rimase per due settimane di fila, e rimase in classifica cinquantasei settimane. Risulta il quarto album più venduto del 2005 in Australia, dove è certitifcato quattro volte disco di platino con 280 000 copie vendute. In Canada, Love. Angel. Music. Baby. arrivò alla numero 3 vendendo oltre 500 000 copie, ottenendo così 5 dischi di platino.
L.A.M.B. ha venduto complessivamente 7 milioni di copie, ed è il 12º album più venduto a livello globale del 2005.

## Classifiche

### Classifiche settimanali
| Classifica (2004-05)    | Posizione massima |
| ----------------------- | ----------------- |
| Australia               | 1                 |
| Austria                 | 12                |
| Belgio Fiandre          | 20                |
| Belgio Vallonia         | 33                |
| Canada                  | 3                 |
| Danimarca               | 10                |
| Europa                  | 5                 |
| Finlandia               | 3                 |
| Francia                 | 19                |
| Germania                | 11                |
| Grecia (internazionale) | 3                 |
| Irlanda                 | 5                 |
| Italia                  | 24                |
| Giappone                | 36                |
| Messico                 | 9                 |
| Norvegia                | 6                 |
| Nuova Zelanda           | 5                 |
| Paesi Bassi             | 14                |
| Regno Unito             | 4                 |
| Repubblica Ceca         | 15                |
| Spagna                  | 35                |
| Stati Uniti             | 5                 |
| Svezia                  | 8                 |
| Svizzera                | 17                |

### Classifiche annuali
| Classifica (2005) | Posizione |
| ----------------- | --------- |
| Australia         | 4         |
| Austria           | 44        |
| Belgio Fiandre    | 41        |
| Belgio Vallonia   | 71        |
| Danimarca         | 53        |
| Finlandia         | 17        |
| Francia           | 56        |
| Germania          | 31        |
| Italia            | 64        |
| Messico           | 48        |
| Nuova Zelanda     | 14        |
| Svezia            | 34        |
| Svizzera          | 33        |
| Regno Unito       | 22        |
| Stati Uniti       | 6         |
| Mondo             | 12        |

### Classifiche di fine decennio
| Classifica (2000-09) | Posizione |
| -------------------- | --------- |
| Australia            | 49        |
| Stati Uniti          | 72        |